# Ann-Kristin Fossli
Ann-Kristin Fossli (...) è un'ex sciatrice alpina norvegese.

## Biografia
Sciatrice polivalente, ai Campionati norvegesi Ann-Kristin Fossli vinse la medaglia di bronzo nella discesa libera e nello slalom gigante nel 1979; non prese parte a rassegne olimpiche né ottenne piazzamenti in Coppa del Mondo o ai Campionati mondiali.

## Palmarès

### Campionati norvegesi
- 2 medaglie[senza fonte] (dati parziali fino alla stagione 1978-1979):
  - 2 bronzi (discesa libera, slalom gigante nel 1979)[senza fonte]